# Anatómiában használatos síkok és irányok
Az állati és a humán anatómiával foglalkozó tudományágakban az anatómiában használatos síkok és irányok precíz megnevezése több okból is igen lényeges.

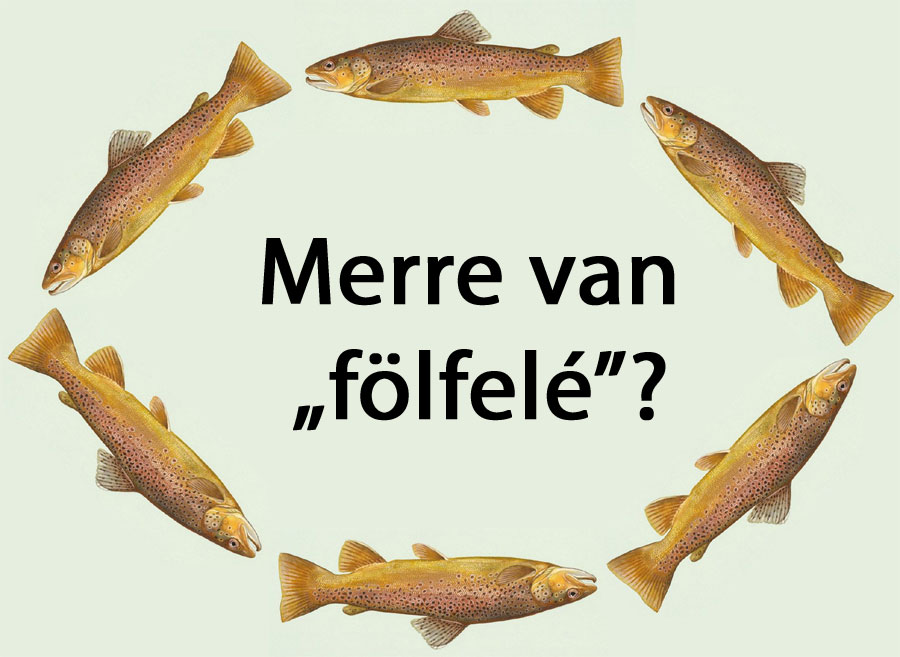
1. ábra Az állatok gyakran változtatnak helyzetet a környezetükhöz képest

A köznyelv használatával szemben két komoly probléma merül fel. Először is, a köznyelvi, irányokat jelző szavak természetüknél fogva nyelvspecifikusak, ezért szakszövegekben le kell őket fordítani a velük megegyező, vagy csaknem megegyező megfelelőjükre. Tehát ezek nem univerzális kifejezések, amiket más anyanyelvű zoológusok is könnyen megértenek. A terminológiai különbségek egyébként az állati anatómia (néha zootómiának is nevezik) és az emberi (orvosi) anatómia területét továbbra is különválasztják.
A második és nagyobb probléma maguknak az állatoknak a tulajdonságaiból fakad. A legtöbb állat képes mozogni a környezetéhez képest (lásd 1. ábra). Tehát míg a „fenti” irány egy álló helyzetű élőlény fejtetőjére mutathat, ugyanez a „fenti” kifejezés a hanyatt fekvő állat hasa irányába mutat.
Ezért egységesített, általában latin szavakon alapuló anatómiai (és zootómiai) irány-, illetve helymeghatározó kifejezésekben egyeztek meg, hogy a biológusok és orvosok precízen kifejezhessék az állati (és emberi) testek és szervek helyzetével kapcsolatos ismereteiket.
Magyar folyó szövegben a magyaros írásmódot célszerű használni (pl. dorzális), de magyar szakmai szövegekben sokszor a latinos írásmódot részesítik előnyben, ilyenkor célszerű dőlt betűvel kiemelni az idegen nyelvű kifejezést (pl. dorsalis). Az orvosi latinban sajnálatosan gyakran előforduló kevert formák (pl. *dorsális) kerülendők. Összetételekben vagy szókapcsolatokban pedig mindig egynemű írásmódot alkalmazzunk (pl. dorzális úszó vagy pinna dorsalis; artéria dorzálisz pedisz vagy arteria dorsalis pedis). Toldalékolás esetén a magyar forma a szerencsésebb (pl. dorzálisan és nem *dorsalisan). Ebben a szócikkben az anatómiai kifejezések magyaros és latinos alakban is szerepelnek.

## Standard anatómiai helyzet
Mivel az állatok képesek a helyzetüket változtatni környezetükhöz képest, és mivel függelékeik (karok, lábak, csápok stb.) is változtathatják helyzetüket a test főrészéhez képest, lényeges, hogy az anatómiai irányokat leíró kifejezések a szervezet standard anatómiai helyzetére vonatkoznak. Például a 8. ábrán a csápok meg vannak görbülve, így nem az anatómiai pozícióban vannak. Mégis, ha a proximo-disztális tengelyt írjuk le, a kiegyenesített pozíciót feltételezzük. Így elkerülhető a kavarodás, ha ugyanarra az élőlényre különböző testhelyzeteiben hivatkozunk.

### Gerinctelen és gerinces zootómia
A zoológia nem ad általános, formális definíciót a standard anatómiai helyzetre. Azt mondhatjuk, hogy ez általában az élőlény nyugalmi helyzetével egyezik meg. Így, a legtöbb gerinctelen állatnál az a helyzet, amikor az állat éppen nem táplálkozik, rejtőzik vagy haladó mozgást végez (lásd 6-9. ábra, lejjebb), és a testfüggelékei nyújtott állapotban vannak.
A kétoldali szimmetriájú állatoknál (Bilateria), mint a gerincesek és a gerinctelenek egy része, úgy is fogalmazhatunk, hogy az a testhelyzet, amikor az állat álló helyzetben előre tekint. (lásd 2–4. ábra, lejjebb)

### Orvosi (humán-) anatómia
A zootómiától eltérően az orvosi anatómiában a standard anatómiai helyzetet pontosan meghatározták. A többi gerincessel megegyező módon az emberi test álló helyzetben van, nyugalomban. A végtagok (karok és lábak) azonban természetellenes helyzetbe vannak rendezve, kissé a holttestek boncoláskor felvett helyzetére emlékeztetve. Tehát a lábak összezártak (vagy enyhén szétnyíltak), a karok kifelé fordítva, úgy, hogy a tenyér előre, a hüvelykujj pedig a testtől kifelé mutasson. A karok enyhén el is mozdulnak a testtől, oldalt nem érintkeznek vele. A végtagok (főleg a karok) helyzetének fontos szerepe van a végtagokkal kapcsolatos anatómiai irányok meghatározásában.

#### Koponya
Embereknél a koponya standard anatómiai helyzetét nemzetközi konvenció alapján a frankfurti horizontális sík határozza meg. Ez a csontos szemgödörben található bal oldali orbitalén és a két porionon (a külső hallójárat legfelső pontja) áthaladó sík, aminek a standard anatómiai helyzetben nagyjából a talajjal párhuzamosnak kell lennie. Ez nagyjából megegyezik az álló, egyenesen előre néző személy fejtartásával.

## Irányok
Az emberi testhez legközelebb a gerincesek testfelépítése áll. Minden gerinces állatnak (az embert is beleértve) ugyanaz az alapszabása („body plan” vagy „bauplan”): kétoldali szimmetriájúak. Más szavakkal, középen elválasztva őket a bal és jobb testfél egymás tükörképei. Ezért az anatómiában használatos alapvető irányokat jelölő kifejezések azok, amiket a gerinceseknél használnak. Ezek a kifejezések számos gerinctelen élőlény testének leírására is alkalmasak.

### Irányok a gerinces szervezeteknél
Először is kiválasztjuk az élőlény egymástól legtávolabb eső végpontjait. Minden ilyen végpont-pár meghatároz egy tengelyt. Egy kétoldali szimmetriájú élőlénynél hat ilyen végpont létezik, ami három, egymást derékszögben metsző tengelyt definiál – a térgeometriából jól ismert x, y, és z tengelyeket.

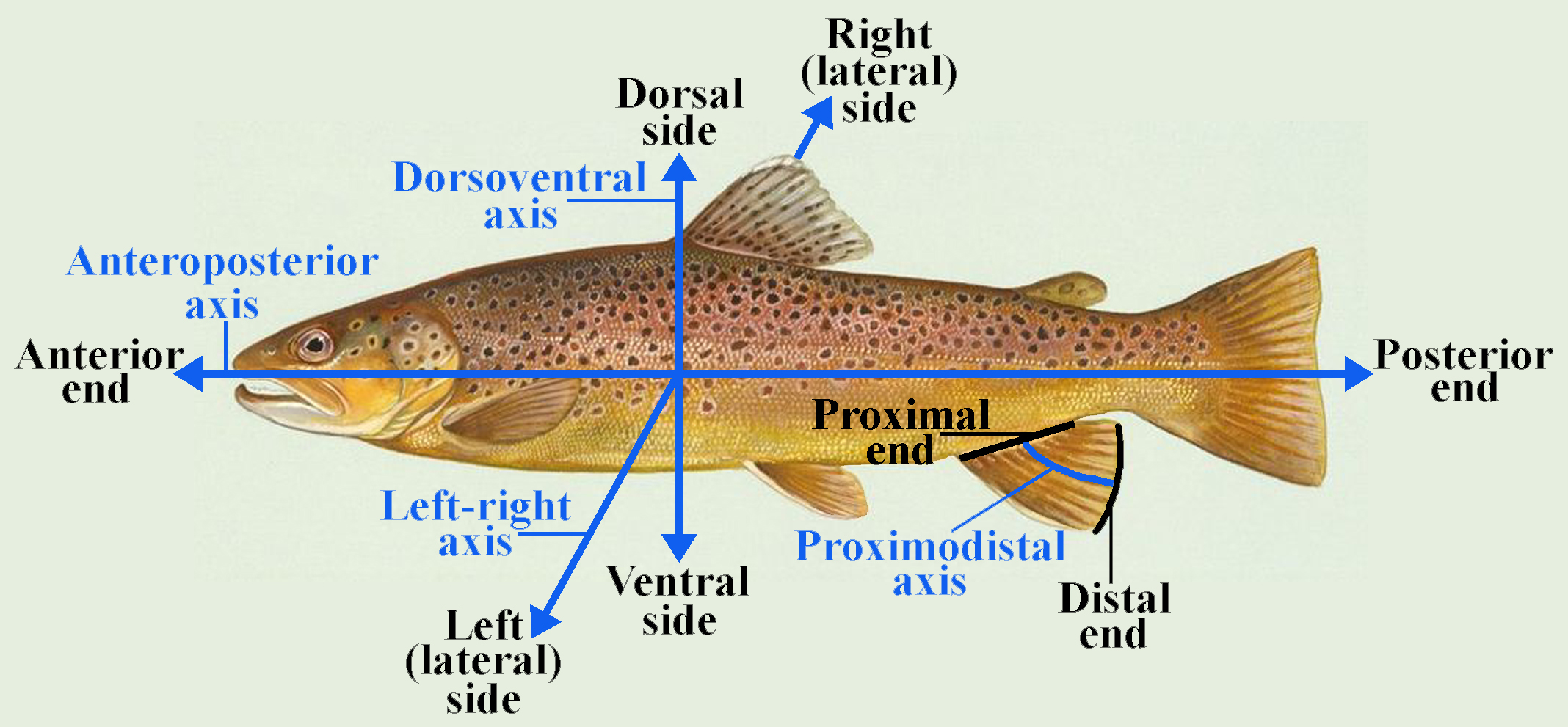
2. ábra Anatómiai irányok és definiált tengelyek egy gerincesnél

#### Anterior és poszterior
A legnyilvánvalóbb végpontok az „orr” és a „farok” (lásd a 2. ábrát). Anatómiailag az orrot tekinthetjük úgy, mint elülső vagy anterior (anterior) vég (latin ante; ’előtt’). Gerinceseknél, ahol a fej jól meghatározott, az anterior véget hívják rosztrális (rostralis) végnek (latin rostrum; ’csőr’), kraniális (cranialis) végnek (görög κρανίον kranion; ’koponya’), vagy feji/kefalikus (cephalicus) végnek (görög κεφαλή kephalē; ’fej’). A szélesebb körű alkalmazhatóság, különösen az elkülönülő fejjel gyakran nem bíró gerinctelenek miatt általában az „anterior” forma javasolt.
Az elülső (anterior) vég ellentéte a hátulsó, hátsó vagy poszterior (posterior) vég (latin post; ’után’). Ezt nevezik kaudálisnak (caudalis) (latin cauda; ’farok’) is – ez a kifejezés szigorúan véve csak gerincesekre használható, ezért használata kevésbé javasolt.
Az előbb definiált két pontot összekötve az elülső-hátulsó tengelyt vagy anteroposterior tengelyt (anteroposzterior, néha antero-posterior) kapjuk. Ritkábban használatos szinonimái a rosztrokaudális (rostrocaudalis) vagy kefalokaudális (cephalocaudalis) tengely (lásd az 1. táblázatot). Gyakran AP vagy A-P tengelynek rövidítik. Az elülső-hátulsó tengely meghatározása mellett az „anterior” és „posterior” kifejezések relatív helymeghatározásra is használhatók a tengely mentén. Így a 2. ábra halán a kopoltyúnyílások poszterior helyzetben vannak a szemekhez képest, de anterior helyzetben a farokhoz képest.
| Anatómiai kifejezés | Meghatározott tengely            | Szinonimák                                                                                       | Lefutása                                                                             |
| --- | -------------------------------- | ------------------------------------------------------------------------------------------------ | ------------------------------------------------------------------------------------ |
| anterior anterior | anteroposzterior anteroposterior | rosztrokaudális rostrocaudalis1, kraniokaudális craniocaudalis1, kefalokaudális cephalocaudalis2 | a fejtől a test ellenkező végéig vagy a farokig.                                     |
| poszterior posterior | anteroposzterior anteroposterior | rosztrokaudális rostrocaudalis1, kraniokaudális craniocaudalis1, kefalokaudális cephalocaudalis2 | a fejtől a test ellenkező végéig vagy a farokig.                                     |
| dorzális dorsalis | dorzoventrális dorsoventralis    | —                                                                                                | a gerincoszloptól (hátulsó) a hasig (elülső).                                        |
| ventrális ventralis | dorzoventrális dorsoventralis    | —                                                                                                | a gerincoszloptól (hátulsó) a hasig (elülső).                                        |
| bal (laterális lateralis) | bal-jobb                         | dextro-sziniszter dextro-sinister2, szinisztro-dexter sinistro-dexter2                           | a test bal oldalától a jobb oldaláig.                                                |
| jobb (laterális lateralis) | bal-jobb                         | dextro-sziniszter dextro-sinister2, szinisztro-dexter sinistro-dexter2                           | a test bal oldalától a jobb oldaláig.                                                |
| mediális medialis | mediolaterális mediolateralis3   | —                                                                                                | a szervezet közepétől valamelyik oldalig.                                            |
| bal vagy jobb (laterális lateralis) | mediolaterális mediolateralis3   | —                                                                                                | a szervezet közepétől valamelyik oldalig.                                            |
| proximális proximalis | proximodisztális proximodistalis | —                                                                                                | egy függelék csúcsától (disztális) annak a testhez való csatlakozásáig (proximális). |
| disztális distalis | proximodisztális proximodistalis | —                                                                                                | egy függelék csúcsától (disztális) annak a testhez való csatlakozásáig (proximális). |
| Jegyzetek: 1 Szokásos használat. 2 Ritkán használják. 3 A bal-jobb tengely felével egyezik meg. (Az „intermediális”, „ipszilaterális”, „kontralaterális”, „szuperficiális” vagy a „felszínes/mély” kifejezések csak viszonyításként használatosak, nem határoznak meg fix anatómiai tengelyeket.) |                                  |                                                                                                  |                                                                                      |

#### Dorzális és ventrális
További nyilvánvaló végpontok a hát és a has. Ezeket háti vagy dorzális (dorsalis) végnek (latin dorsum; ’hát’) és hasi vagy ventrális (ventralis) végnek (latin venter; ’has’) nevezik. A legszélső pontokat összekötve a hát-hasi vagy  dorzoventrális tengelyt (dorsoventralis) kapjuk. Gyakran DV vagy D-V tengelynek rövidítik. A DV tengely definíció szerint derékszöget zár be az AP tengellyel.
Ahogy az anteroposzteriornál is látható volt, a „dorzális”, „ventrális” kifejezések relatív helymeghatározásra is használhatók a D-V tengely mentén. Így a 2. ábrán a mellúszók dorzálisak a farokúszóhoz képest, de ventrális helyzetűek a hátúszóhoz viszonyítva.

#### Bal és jobb (laterális), mediális
A harmadik tengely derékszöget zár be mind az AP, mind a DV tengelyekkel. Az élőlény bal (sinister) és jobb (dexter) széleit köti össze. Ezek a pontok összekötve a bal-jobb tengelyt (rövidítve az angol alapján LR vagy L-R tengelyt) vagy dextro-szinisztrális (dextro-sinistralis), ritkábban szinisztro-dextrális (sinistro-dextralis) tengelyt (a latin dexter; ’jobb’ és sinister; ’bal’ szavakból). A „bal” és „jobb” oldalak nem a megfigyelő, hanem mindig az élőlény nézőpontjából értendők (vesd össze a heraldikai iránnyal).
A gyakorlatban, és más anatómiai kifejezésektől eltérően, a köznyelvi „bal” és „jobb” kifejezéseket szokás használni angolul és több más nyelvben is. Ennek oka talán az lehet, hogy a latin „sinister” angolul ’gonosz’ jelentéssel is bír, és más nyelvekben is negatív konnotációi vannak).
Ahogy a többi iránynál láttuk, itt is használhatók a kifejezések relatív helymeghatározásra a bal-jobb tengely mentén. Így a 2. ábrán a hátúszó jobbra található a mellúszótól, de a jobb szemhez képest balra található. Mivel azonban a bal és jobb oldal egymás tükörképe, az ilyen használat sokszor zavaró lehet (pl. a fenti képen egy jobb és egy bal szem is található, ezért kénytelenek vagyunk mindig meghatározni, hogy melyikre hivatkozunk).
Elkerülendő ezt a kényelmetlenséget, a laterális (lateralis) kifejezést (latin latus; ’oldal’) használják mindkét oldalra vonatkoztatva, így létezik a bal laterális és jobb laterális oldal. A laterális ellentéteként a mediális (medialis) kifejezés (latin medius; ’középső’) utal az élőlény középsíkjához közeli pontra (ahol a bal-jobb tengely metszi a mediánszagittális síkot – lásd lejjebb). Továbbá, a „bal-jobb” tengely és az elnevezésből adódó bizonytalanságok helyett gyakran a mediolaterális (mediolateralis) tengely elnevezést használják, amit ML vagy M-L tengelynek rövidítenek. Az ML tulajdonképpen féltengely. Ezek a kifejezések is használhatók relatív értelemben, a bal-jobb tengely mentén. Így, a 2. ábrán a kopoltyúk mediálisak a kopoltyúfedőhöz (operculum) képest, de a szívhez képest laterális helyzetűek. Másik példa: az ember füle laterálisan helyezkedik el a szemhez képest, míg a szem a fültől mediálisan található.
A „mediolaterális” kifejezést szigorúan csak a bal-jobb tengelyhez képest való elhelyezkedésre használjuk, a „felszínes/mély” kifejezésekkel (lásd lejjebb) való keveredés elkerülésére.

#### Zavarforrások

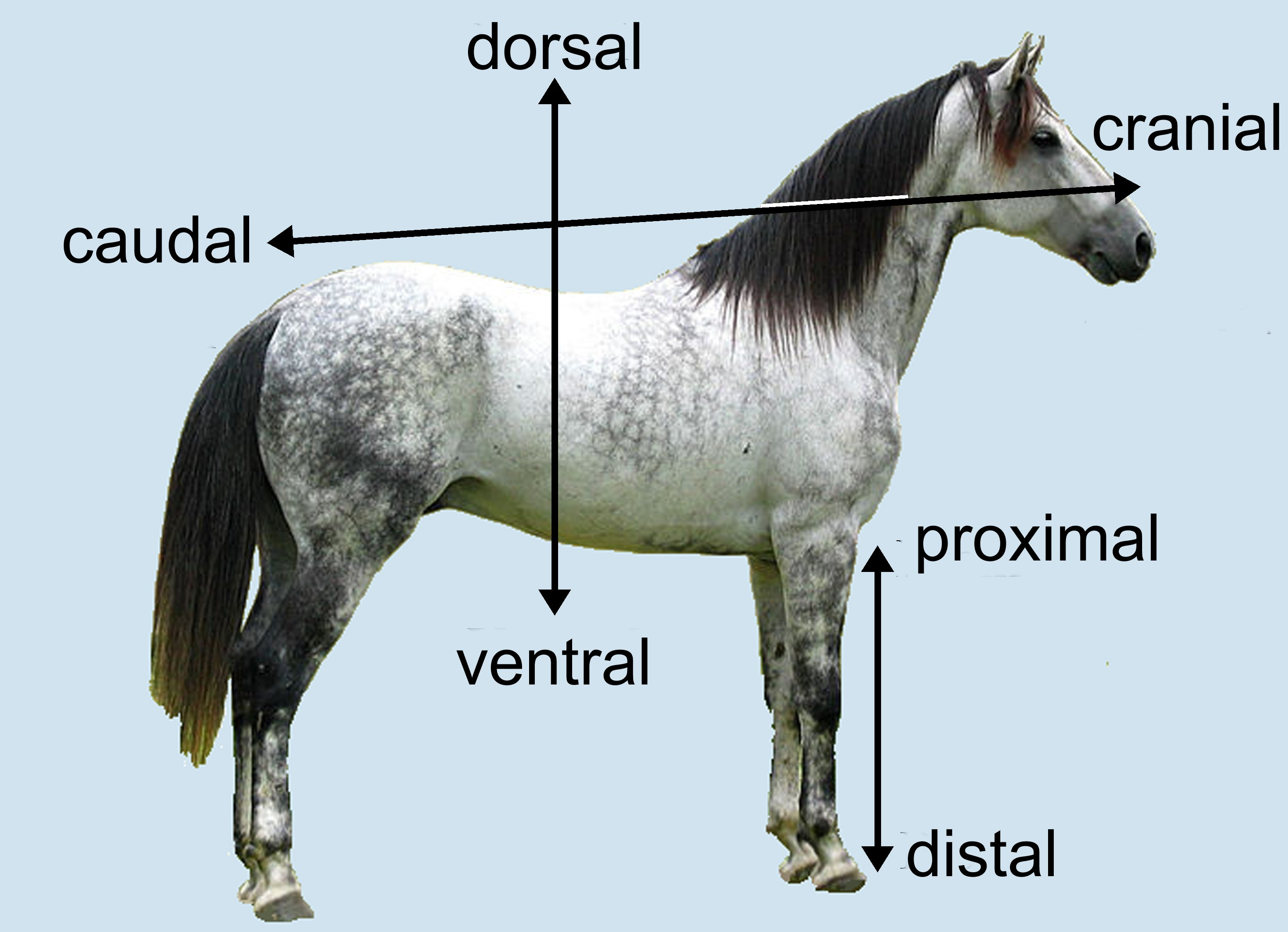
3. ábra Anatómiai tengelyek egy négylábú gerincesben, az Equus caballus-ban (ló). Látható az anteroposzterior (A-P) és a dorzoventrális (D-V) tengely, a bal-jobb tengely nem látszik; a képen az állat jobb oldala látható

Az AP, DV és LR (vagy ML) tengelyek együtt precíz háromdimenziós helymeghatározást tesznek lehetővé bármilyen kétoldalian szimmetrikus élőlénynél, legyen akár gerinctelen vagy gerinces. A gyakorlatban a tengelyek szerinti helymeghatározásban előfordulhat némi zavar, amikor (a 2. ábra halától eltérően) a szóban forgó élőlény alakja nem tekinthető lineárisnak (lásd a 3-4. ábrákat). Például a 3. ábra AP-tengelye nem látszik derékszöget bezárni a DV-tengellyel. Ehelyett az összes testszegmenst figyelembe véve lehetséges AP-tengelyek afféle közelítő átlagának ábrázolása.

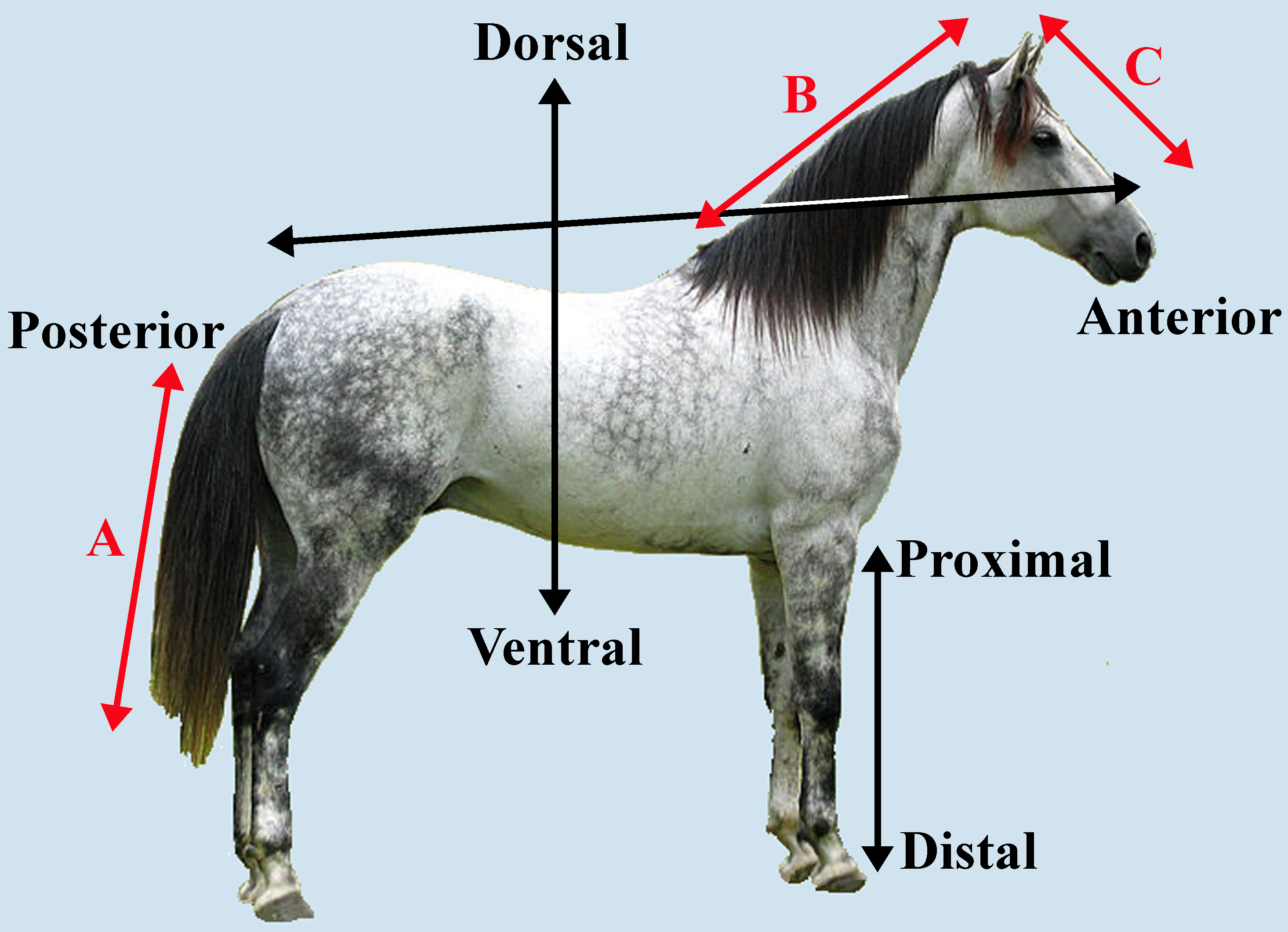
4. ábra Egy ló három testszegmensének különböző irányokba mutató, piros színnel jelölt AP-tengelyei. Az A tengely mutatja a farok, a B tengely a nyak, a C tengely a fej AP-tengelyét

Bármelyik testi szegmenst tekintve, a dorzoventrális tengely derékszöget zár be az anteroposzterior tengellyel. Így a 4. ábrán a farokrész DV-tengelye a farok „háti” végétől (a törzs poszterior vége), a farok „aljáig” (a lábak közelében) tart – csaknem párhuzamosan a test főrészének AP-tengelyével.
Ökölszabályként, ha az egész testről beszélünk, akkor a teljes test AP-tengelyét használjuk, és az erre merőleges DV- és ML-tengelyeket. Ha azonban csak egy testszegmensről van szó, akkor a 4. ábrán látott módon a szóban forgó testszegmens AP-tengelyét kell figyelembe venni, a hozzá tartozó, arra merőleges DV- és ML-tengelyekkel. Egy másik megoldás lehet, ha az AP, DV és ML kifejezéseket szigorúan csak az egész élőlényre vonatkoztatva használjuk, a fejre, nyakra, farokra pedig a proximális és disztális kifejezéseket (lásd lejjebb).

#### Proximális és disztális
A közelebbi vagy proximális (proximalis – latin proximus; ’legközelebbi’) kifejezés írja le azt a helyet, ahol a test főrészéhez a függeléke csatlakozik; a távolabbi vagy disztális (distalis – latin distare; ’félrevonulni’) kifejezés pedig a függeléknek a testhez való csatlakozástól legtávolabbi pontját. Mivel a testfüggelékek általában a főrésztől függetlenül képesek mozogni (így pozíciót is képesek változtatni hozzá képest), ezekkel a külön anatómiai kifejezésekkel írhatjuk le őket.
Ahogy fentebb már jeleztük, a szokásos AP, DV és ML iránytengelyek használata néha zavart okozhat, ha a test olyan részeire alkalmazzuk őket, amik képesek helyzetváltoztatásra a test főrészéhez képest. Ez különösen így van a függelékek esetében. A függelékek közé tartoznak az úszók (lásd 2. ábra) és a végtagok (lásd 3-4. ábra), de alkalmazható bármilyen struktúrára, ami a test főrészéből nő ki, és legalább potenciálisan elmozdulhat ahhoz képest. Így tágabb értelemben a függelékek közé sorolhatjuk a külső füleket (pinneae), az emlősök szőrét, a madarak tollát, a halak, hüllők és egyes madarak pikkelyeit. A gerinctelenek csápjai és más kinövései, számos gerinces és néhány gerinctelen élőlény pénisze is ide érthető.
A két szélső helyzetű pontot összekötve a proximodisztális tengelyt (proximodistalis vagy proximo-distalis tengelyt) kapjuk, ezt néha AB tengelynek rövidítik. Ahogy eddig is, a „proximális” és „disztális” kifejezéseket a proximodisztális tengely mentén történő relatív helymeghatározásra is lehet használni. Például a térd proximális a patához, de disztális a lapockához képest a 3-4. ábrákon.
A proximodisztális tengelyre merőleges másik két tengely elnevezése változó lehet, attól függően hogy a végtag vagy függelék milyen pozícióban van. Épp ezért, a másik két tengelyt általában a függelék standard anatómiai helyzetéhez képest határozzák meg. Ez nagyjából minden élőlény számára meghatározható, mint a normál testhelyzet amikor az élőlény pihen és nem mozog. Ez a négylábú gerinces állatoknál kiegészül azzal a megkötéssel, hogy az állat nem fekvő, hanem álló testhelyzetben van. Így a 2. ábrán lévő hal és a 3-4. ábrákon található ló is standard anatómiai helyzetben van. A humán (orvosi) anatómiában a végtagok helyzetével kapcsolatban további előfeltételezéseket tesznek, lásd lentebb.

#### Egyéb anatómiai kifejezések
A három fő iránytengelyen (AP, DV és az ML féltengely) és a függelékek proximodisztális tengelyén túl a kétoldalian szimmetrikus állatoknál számos más irányt leíró kifejezést is alkalmazhatunk. Ezek a kifejezések szigorúan csak viszonyításra használhatók és nem fix tengelyek meghatározására. Ezek közé a kifejezések közé tartoznak:
- azonos oldali vagy ipszilaterális (ipsilateralis – latin ipse; ’saját', 'ön-'): egy másik struktúrával azonos oldalon lévő. Így például a bal kar és a bal láb ipszilaterálisak.
- ellenoldali vagy kontralaterális (contralateralis – latin contra; ’ellen’): egy másik struktúrával ellenkező oldalon lévő. Így például a bal kar kontralaterális helyzetben van akár a jobb lábhoz vagy a jobb karhoz képest.
- felszíni, felszínes vagy szuperficiális (superficialis, latin superficies; ’felszín’): az élőlény külső felületéhez közeli. Például a bőr felszíni helyzetben van az izomzathoz képest. Ellentéte a „mély” vagy a „zsigeri” lehet.
- mély vagy ritkán profundus (profundus, latin ’mély’): a szervezet felszínétől távolabb eső. Például az izomzat „mély” a bőrszövethez képest, de felszínes a belső szervekhez képest. Ez azon kifejezések egyike, ahol a köznyelvi alak terjedt el.
- középső vagy köztes (latin intermedius; inter, ’között’ és medius, ’közép’): két másik struktúra között elhelyezkedő. Például a köldök köztes helyzetű a bal kar és az ellenoldali (jobb) lábhoz képest.
- zsigeri vagy viszcerális (visceralis – latin viscus; ’belső szerv’, ’zsiger’): a testüregen belüli szervek helyének megjelölésére. A gyomor a hasüregen belül van, ezért zsigeri.

### Irányok a gerinctelen szervezeteknél
A gerinctelenek nagy formaváltozatossága megnehezíti standardizált anatómiai irányok alkalmazását leírásuknál. Az adott élőlénytől függően egyes kifejezéseket ugyanúgy használnak, mint a gerinceseknél, de szükség szerint új anatómiai kifejezéseket is alkottak. A kifejezések használata az élőlény alapszabásától függ.

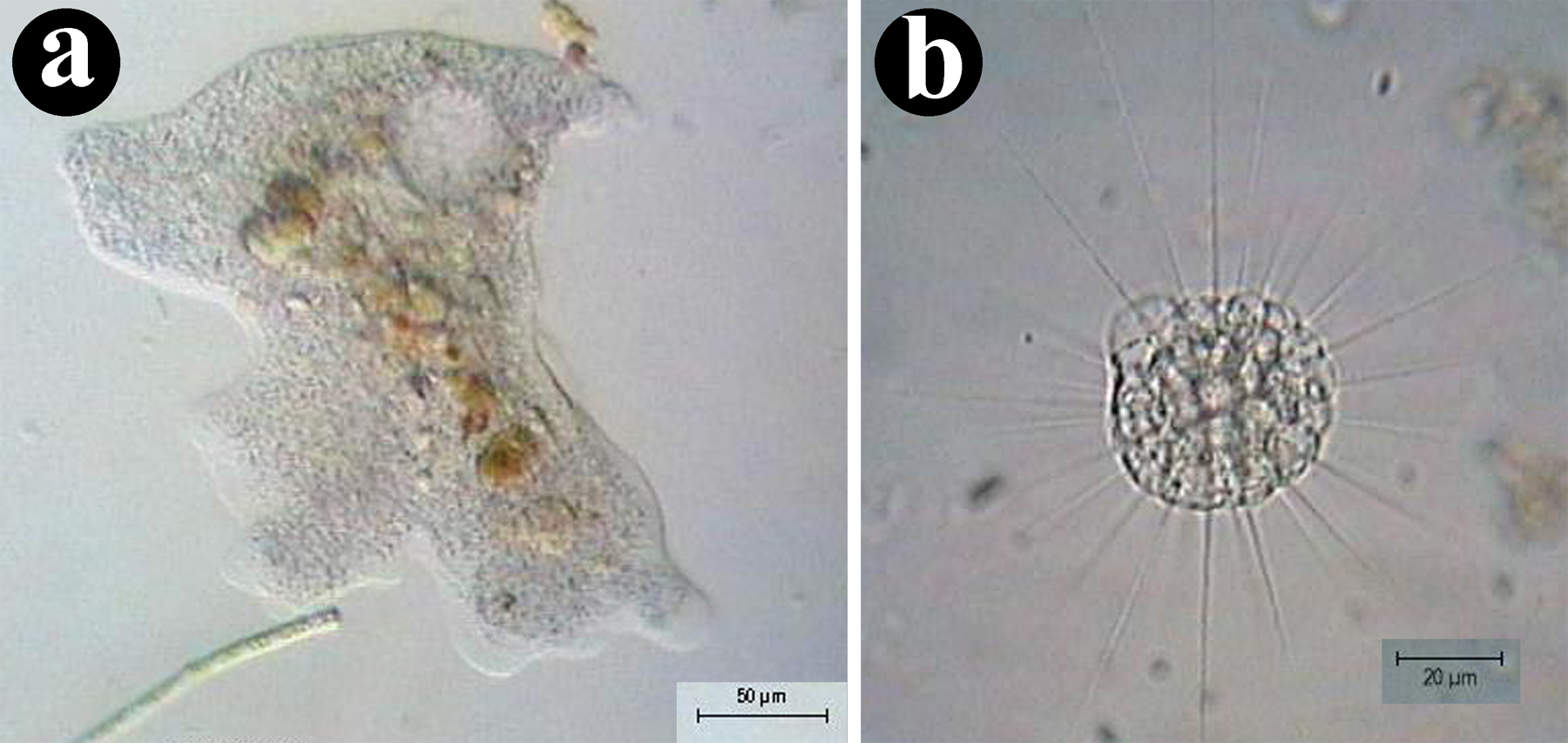
5. ábra Aszimmetrikus és gömb alapformájú testformák. (a) Egy aszimmetrikus alapszabású élőlény (Amoeba proteus – egy amőba). (b) Egy gömb alapformájú élőlény (Actinophrys sol – egy napállatka

#### Aszimmetrikusésgömbalapformájú élőlények
Az alakváltoztatásra képes élőlények, mint az amőbák (lásd az 5/a ábrát) esetében az anatómiai irányok értelmetlenek, mivel semmilyen fix iránytengelyről nem lehet szó esetükben. Hasonlóan, a gömb alakú élőlényeknél (5/b ábra) nincs mód az élőlény középpontján áthaladó tengelyek megkülönböztetésére. Tetszőleges számú, egymásra merőleges tengelyhármast meg lehetne határozni, de egyik sem lenne kitüntetett helyzetű, ezért nem lenne használható. Az ilyen élőlényekben egyedül a sekély és mély kifejezéseknek van némi jelentősége.

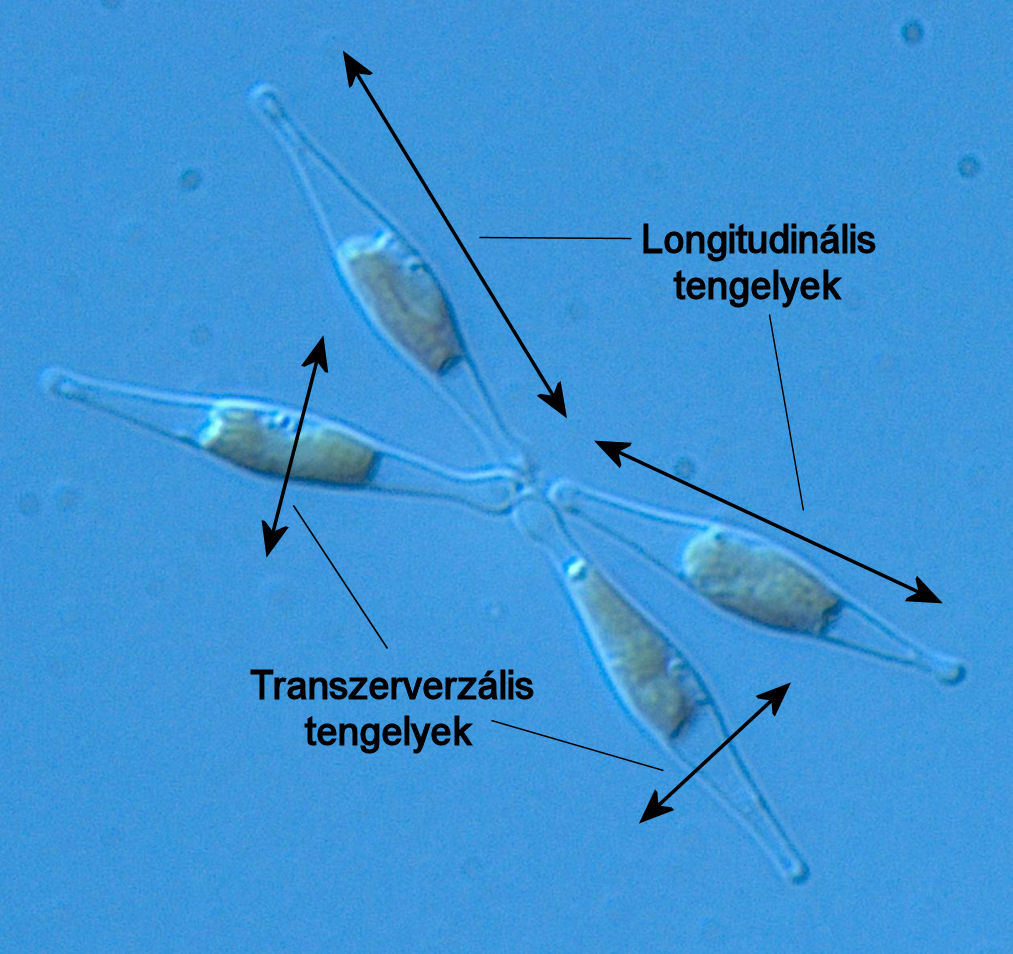
6. ábra A Phaeodactylum tricornutum kovamoszat négy egyede; határozott, megnyúlt alakkal

#### Hosszúkás formájú élőlények
Olyan, állandó alakkal rendelkező szervezeteknél, melyek egyik dimenziója hosszabb a többinél, legalább két anatómiai irány meghatározható.
A hossztengelyt vagy longitudinális tengelyt az élőlény átellenes végpontjai határozzák meg. Ha az élőlény lapított testű, meghatározhatunk egy, a hossztengelyre merőleges transzverzális tengelyt is. Harmadik tengely kijelölésére általában nincs mód. Az ilyen élőlények, ahogy a 7. ábrán is látható, általában planktonikus (szabadon úszó) protiszták, és általában a mikroszkóp tárgylemezén vizsgálják őket, ahol lényegében két dimenziósnak tekinthetők. Harmadik tengely akkor vehető fel, ha például egy nem végponti helyzetű citosztóma vagy más egyedi struktúra is jelen van.

#### Hosszúkás élőlények megkülönböztethető végekkel

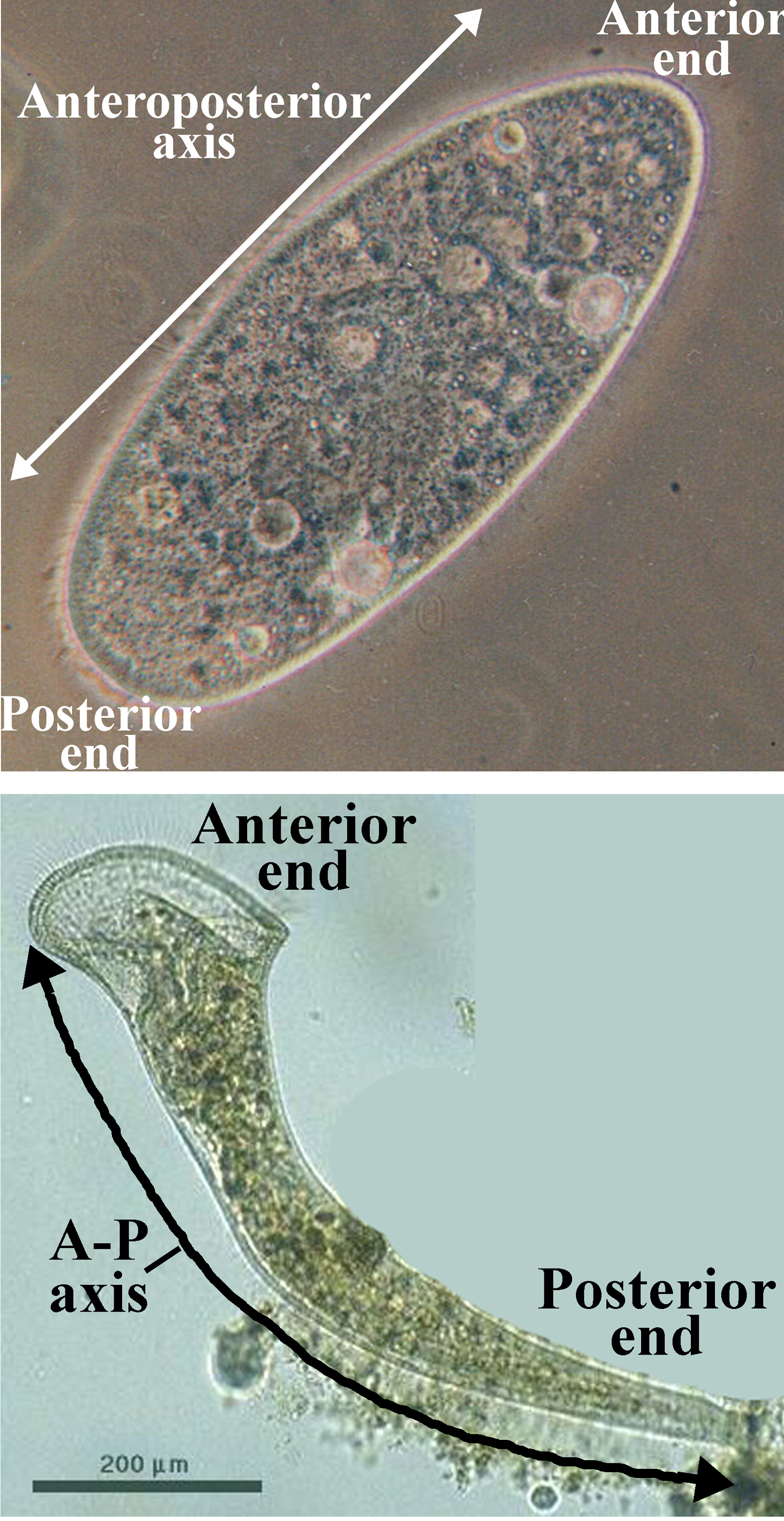
7. ábra Élőlények, ahol a hossztengely végeit meg lehet különböztetni (felül Paramecium caudatum, alul Stentor roeseli)

Egyes hosszúkás formájú protiszták végeit meg lehet különböztetni egymástól. Az ilyen élőlényeknél a szájat (vagy azzal ekvivalens struktúrát, például a Paramecium vagy Stentor sejtszáját) tartalmazó véget, vagy azt a végét az élőlénynek, ami többnyire a helyváltoztató mozgás irányába néz (pl. az Euglena ostorral ellentétes vége) általában az anterior végnek tekintik. A másik vég értelemszerűen a poszterior vég lesz, és a két vég összekötésével az anteroposzterior tengelyt (elülső-hátulsó tengelyt) kapjuk. Szigorúan véve ezt a terminológiát csak olyan szervezetekre lehetne alkalmazni, melyek mindig planktonikusak (úszó életmódot folytatnak, mint a 7. ábra tetején), bár alkalmazható szesszilis (felszínhez rögzült) életmódot folytató élőlényekre is (lásd a 7. ábra alsó képe és a 8. ábra).

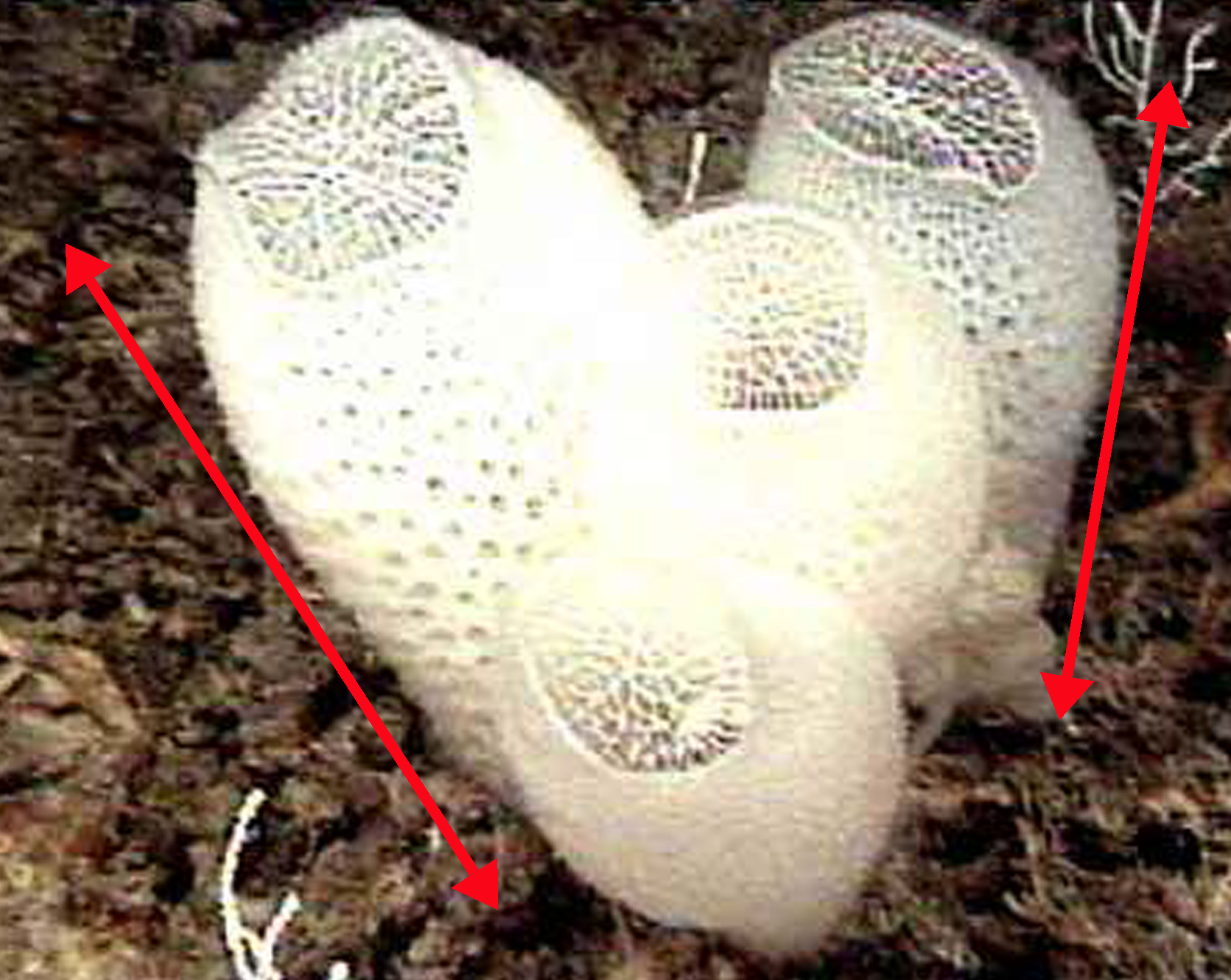
8. ábra Vénuszkosárka-szivacsok (Euplectella aspergillum) fürtje, az apikális-bazális tengelyek jelölve

A felszínhez rögzült élőlényeknél, mint például a szivacsok (lásd 8. ábra), továbbá egyes protozoonoknál szintén beszélhetünk jól elkülöníthető testvégekről. Az aljzathoz rögzült vég általában az alapi vagy bazális vég (basalis) nevet kapja (latin basis; ’alap’), a rögzülés pontjától legtávolabb eső végpont neve pedig csúcsi vagy apikális vég (apicalis) (latin apex; ’csúcs’, ’hegy’). A két vég összekötésével az apikális-bazális (vagy bazális-apikális) tengelyt kapjuk (lásd 7. ábra). Erre merőlegesen transzverzális tengelyeket definiálhatunk, de a szimmetria hiánya miatt nincs kitüntetett irány, ami egyértelműen meghatározná a tengelyeket.
Szokás növényi részeknél is beszélni bazális és apikális irányokról, például a levél csúcsi része apikális végnek, a levélnyél felőli része bazális végnek is nevezhető.

#### Sugarasan szimmetrikus élőlények
A sugaras szimmetriájú élőlények közé a korábban sugaras szimmetriájú állatokként besorolt fajok tartoznak – elsősorban a csalánozók (Cnidaria) és a bordásmedúzák (Ctenophora). A kifejlett tüskésbőrűeket (tengeri csillagok, tengeri sünök, tengeri uborkák stb.) is ide sorolták pentamer szimmetriájuk miatt (tehát ötös forgásszimmetriát mutatnak). A tüskésbőrűek lárvái nem tartoznak ide, mivel azok kétoldalian szimmetrikusak.

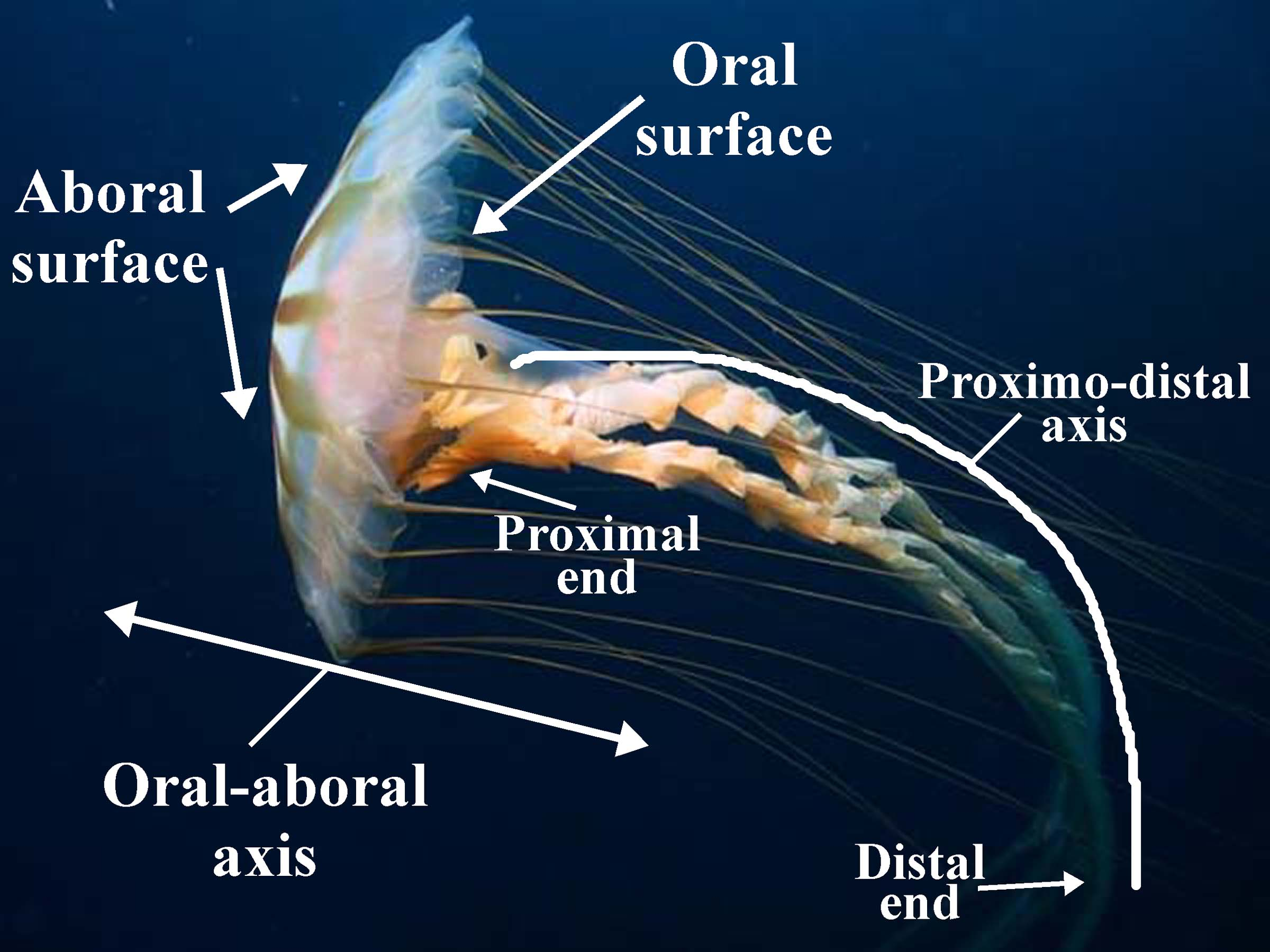
9. ábra Chrysoara spp. (egy kehelyállat) orális-aborális és proximo-disztális tengelyei. Vegyük észre, hogy a függelékek nem a standard anatómiai pozícióban vannak, így a tengely görbült

A gömbszerű és az aszimmetrikus organizmusoktól eltérően, a sugarasan szimmetrikus élőlényeknek mindig van egy meghatározott tengelyük.

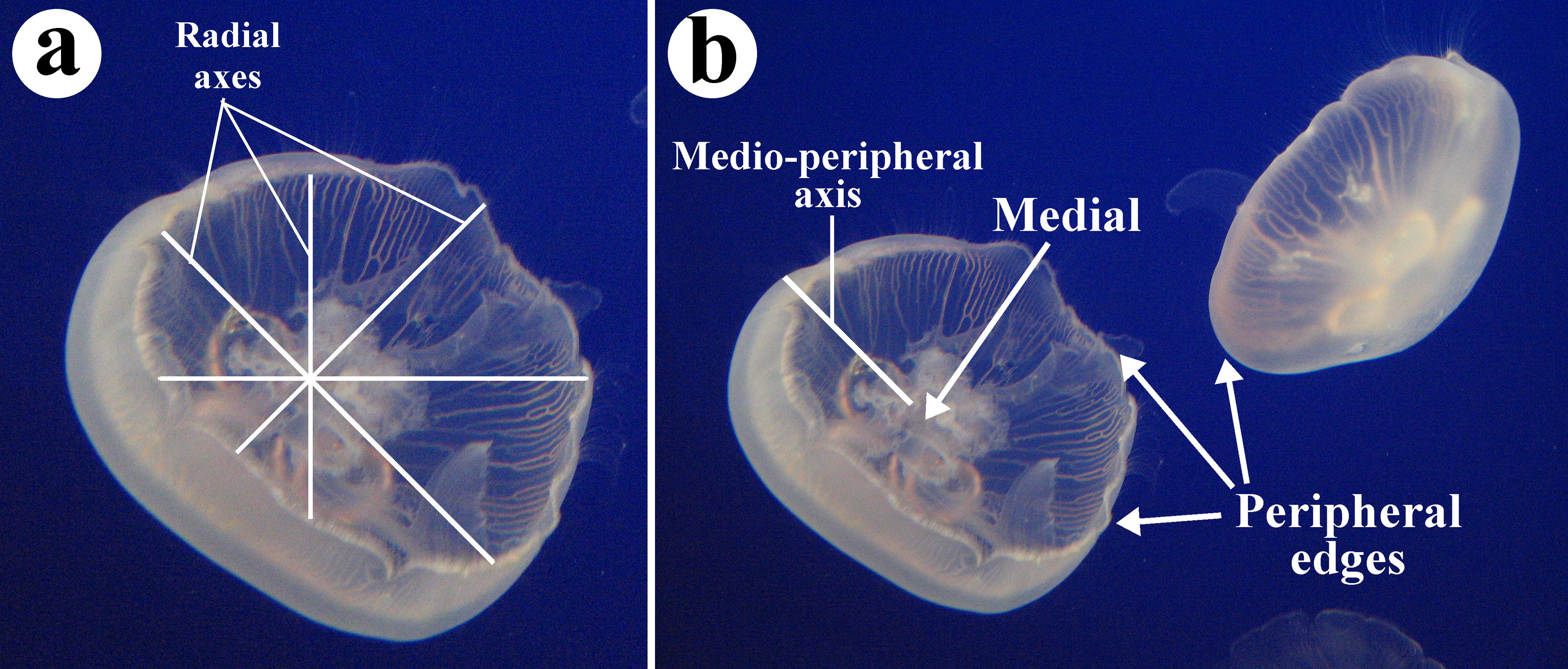
10. ábra Aurelia aurita, egy másik kehelyállat több radiális és medio-periferális tengelye

A csalánozók űrbelűek, az élőlény egyik végén található a kombinált száj- és végbélnyílás, a másik végen nem található nyílás a gyomor-bél üregből (coelenteron). Épp ezért az élőlény száji végét orális végnek (latin os; ’száj’), az ellenkező véget aborális végnek (a latin ab-; ’-tól/-től’, ’el-’) nevezzük. A kettőt összekötve az orális-aborális tengelyt kapjuk (9. ábra).
Ahogy a gerinceseknél láttuk, a testtől függetlenül mozogni képes függelékek (csápok, a csalánozók és bordásmedúzák esetében) rendelkeznek proximodisztális tengellyel (9. ábra). A gerincesekkel ellentétben azonban a csalánozóknak nincs más határozott tengelyük, több, egyenrangú radiális tengelyt lehet meghatározni (10. ábra).
Egyes kétsugaras szimmetriájú bordásmedúzáknál megkülönböztethetünk csápi vagy tentakuláris (tentacularis) (latin tentaculum; ’csáp’) és garati vagy faringeális (pharyngealis) (ógörög φάρυγξ; ’garat’) tengelyeket, így anatómiai szempontból ekvivalensek a kétoldalian szimmetrikus állatokkal. Hasonlóan, a kifejlett tüskésbőrűek ötsugaras szimmetriájúak, így a bordásmedúzák végtelen sok definiálható tengelye helyett csak öt szimmetrikus radiális tengelyük van.
A laterális, dorzális és ventrális kifejezéseknek nincs értelmük ezeknél az élőlényeknél, ehelyett az általános periferális (latin peri-; körül; lásd a 2. táblázatot) kifejezés használható. A mediális használható, de a Radiata csoportnál az élőlény középső helyzetű pontjára, nem pedig tengelyére utal, ahogy a gerinceseknél volt látható. Ezért, ahogy számos radiális tengely létezhet, ugyanígy több medio-periferális (fél-) tengely határozható meg (10. ábra).
| Bilaterális alapszabások  | Bilaterális alapszabások         | Radiális alapszabások | Radiális alapszabások |
| ------------------------- | -------------------------------- | --------------------- | --------------------- |
| Irány                     | Szinonimái                       | Irány                 | Szinonimái            |
| anterior (elülső)         | rosztrális, kraniális, kefalikus | orális                | apikális              |
| poszterior (hátulsó)      | kaudális                         | aborális              | bazális               |
| dorzális (háti)           | —                                | periferális           | —                     |
| ventrális (hasi)          | —                                | periferális           | —                     |
| bal (laterális)           | sziniszter                       | periferális           | —                     |
| jobb (laterális)          | dexter                           | periferális           | —                     |
| mediális                  | —                                | ugyanaz               | —                     |
| proximális (közelebbi)    | —                                | ugyanaz               | —                     |
| disztális (távolabbi)     | —                                | ugyanaz               | —                     |
| Jegyzetek: 1. 2. 3. 4. 5. |                                  |                       |                       |

### Irányok az orvosi (humán) anatómiában
Mivel valamennyien bilaterálisan szimmetrikus élőlények vagyunk, az emberek anatómiai irányai megfelelően leírhatók a gerinceseknél és a Bilateria taxon más csoportjainál használatos kifejezésekkel. Történelmi és más okokból azonban a standard humán anatómia terminológiája számos ponton eltér a más kétoldalian szimmetrikus élőlényeknél használttól.

#### A különbségek okai a zootómia és az orvosi anatómia irányai között
Bár érvelhetnénk úgy, hogy a gerinces zootómiában használt, irányokat leíró kifejezéseket lehetne és kellene az orvostudományban is használni, a különbségek állandósultak. A terminológiai különbségek három fő okból alakultak ki (és állandósultak):
- A korai humán anatómiai tanulmányokat (melyeket az orvostudomány keretén belül folytattak) történelmileg elkülönülve végezték a zootómusok munkásságától, a két ágazat művelői általában nem is hivatkoztak egymás munkáira.
- A korai zoológiai és humán anatómiai tanulmányokat az evolúció folyamatának modern megértése előtt végezték, amikor még az embereket széles körben „különbözőnek” és „minden állatnál fejlettebbnek” tekintették, ezért saját terminológiát alkottak a számára.
- A legtöbb négylábú gerincestől eltérően, az emberek nem négy lábon járnak, hanem (másodlagosan) két lábon járnak. A két lábon járás az embereknél elmozdulást okoz a testfüggelékeknek (karok és lábak) és a fejnek a test főrészével bezárt szögében. Így indokoltnak látszik az emberek két lábon álló helyzetére saját terminológiát alkalmazni.

Sajnos az orvosi és az egyéb gerinces zootómiai terminológiai eltérései zavart okozhatnak. A gerinces és az orvosi anatómiai kifejezések gyors összehasonlításához lásd a 3. táblázatot.
| Gerinces zootómia   | Gerinces zootómia                | Humán anatómia | Humán anatómia |
| ------------------- | -------------------------------- | -------------- | -------------- |
| Irány               | Szinonimák                       | Irány          | Szinonimák     |
| anterior            | rosztrális, kraniális, kefalikus | szuperior      | ugyanaz        |
| poszterior          | kaudális                         | inferior       | kaudális       |
| dorzális            | —                                | poszterior     | dorzális       |
| ventrális           | —                                | anterior       | ventrális      |
| bal (laterális)     | sziniszter                       | ugyanaz        | —              |
| jobb (laterális)    | dexter                           | ugyanaz        | —              |
| mediális            | —                                | ugyanaz        | —              |
| proximális          | —                                | ugyanaz        | —              |
| disztális           | —                                | ugyanaz        | —              |
| köztes              | —                                | ugyanaz        | —              |
| ipszilaterális      | —                                | ugyanaz        | —              |
| kontralaterális     | —                                | ugyanaz        | —              |
| felszíni            | —                                | ugyanaz        | —              |
| mély                | —                                | ugyanaz        | —              |
| Jegyzetek: 1. 2. 3. |                                  |                |                |

#### Szuperior és inferior
Ahogy más gerinceseknél is, a két legnyilvánvalóbb szélső helyzetű pont az élőlény „teteje” és „alja”. Standard anatómiai helyzetben ez a fejnek és a lábnak felel meg. A feji véget szuperior végnek (latin superior, ’fentebbi’), a lábat pedig az inferior végnek (latin inferior, ’lentebbi’) nevezik. A két pont összekötésével a szuperior-inferior tengelyt kapjuk.
Ahogy a többi gerinceseknél láttuk, léteznek alternatív elnevezések a szuperior és az inferior helyett (3. táblázat). Néha előfordul a kraniális, kefalikus vagy a rosztrális kifejezés. A koponyára utaló „kraniális” kifejezés viszonylag gyakrabban, a „kefalikus” ritkábban, a „rosztrális” szinte egyáltalán nem használatos a humán anatómiában. A kaudális kifejezés is néha előfordul az orvosi anatómiában, és a kranio-kaudális tengellyel (cranio-caudalis tengely) is találkozni néha. Általában kizárólag a fejre és a test főrészére (törzs) vonatkoztatva használják, a végtagok figyelembe vétele nélkül.
Természetesen a szuperior és az inferior viszonyításként is alkalmazható. Például a vállak szuperior helyzetűek a köldökhöz, de inferior helyzetben vannak a szemekhez képest.

#### Anterior, poszterior
Az anterior (anterior) és poszterior (posterior) az orvosi terminológiában történő használata komoly félreértések forrása a standard gerinces anatómiai leíró kifejezésekhez hozzászokott anatómusok számára, és vice versa. A félreértés az eltérő standard anatómiai helyzetben van a négy lábon járó állatok és a két lábon járó emberek között.
Az orvosi anatómiában az anterior az egyed „elejére” utal, és a ventrális szinonimája. Hasonlóan a poszterior az orvosi anatómiában az egyed „hátára” utal, így a dorzális szinonimája (lásd a 3. táblázatot). A „dorzális” és „ventrális” kifejezéseket a humán anatómiában ritkán használják az egész testre vonatkozóan. Így az anteroposzterior tengely kifejezéssel szokás leírni az ember hátulját és elejét összekötő tengelyt.
Az „anterior” és a „poszterior” relatív helymeghatározásra is használható. Így a szemek poszterior helyzetben vannak az orrhoz, de anterior helyzetben a fej hátsó részéhez képest.

#### Bal és jobb (laterális), mediális
A bal és jobb laterális, valamint a mediális ugyanabban az értelemben használatos, mint a többi gerincesnél. A bal-jobb tengelyt kifejezést azonban ritkán használja az orvostudomány; ehelyett csaknem kizárólagosan a mediolaterális tengely terjedt el.

#### Függelékek
Ahogy a többi gerincesnél, a „proximális” és „disztális” kifejezések írják le a függelékeknek a test főrészéhez legközelebbi és attól legtávolabbi pontjait. A végtagok egyedi elhelyezkedése miatt azonban az embereknél a függelékek leírására egyéb terminusokat is használnak.

##### Karok

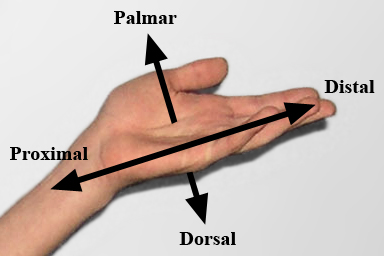
11. ábra Az emberi kéz anatómiai irányai

A standard anatómiai helyzetben a kéz tenyere anterior irányba mutat. Ezért lehetséges (és szokás is) az anterior kifejezést a kéz tenyerének leírására, a poszteriort pedig a kézhát, illetve a kar hátulsó részének leírására használni.
A precizitás kedvéért azonban általában a palmáris (latin palma; tenyér) kifejezéssel írják le a kéz anterior részét, és a dorzálist használják a kézhát leírására. Ezek összekötésével a dorzopalmáris tengelyt (dorsopalmaris tengely) kapjuk. Ezt leggyakrabban a kéz, de néha az egész kar leírásánál is használják (lásd 11. ábra).
A harmadik tengely gyanánt a mediolaterális tengely megteszi, bár ha csak a végtagról beszélünk, a „mediális” vonatkozhat a kar középső részére is.

## Relatív irányok
Az emésztőrendszer részeinél szokás még a szájhoz közelebb eső szegmenseket proximálisnak, a végbélnyíláshoz közelebb esőket pedig disztálisnak nevezni.

### A végtagok relatív irányai
Specializált terminusokkal írják le a függelékek, azaz a test főrészéhez kapcsolódó részek helyzetét. A főrészhez való csatolódáshoz közeli struktúrák proximálisak vagy centrálisak, a csatolási ponttól távoliak pedig disztálisak vagy periferálisak. Például a kezek a karok disztális végein vannak, míg a vállak a proximális végeken. Ezek a kifejezések relatív értelemben is használhatók, például a húgycső proximális vége a húgyhólyaghoz csatlakozik.
A legtöbb állat végtagjai esetében a kraniális és kaudális kifejezésekkel írják le a carpushoz (a mellső végtagon; csukló) vagy a tarsushoz (a hátsó végtagon: boka) képest proximális helyzetű területeket. A fejhez közelebb eső vagy fej felé mutató területek vagy részek kraniálisak, a fejtől távolabb eső vagy ellenkező irányba mutatóak kaudálisak.
A csuklóízülethez közelebb a dorzális kifejezés váltja fel a kraniálist, illetve a palmáris váltja fel a kaudálist. Például a kutya mancsának teteje annak dorzális felszínével egyezik meg; az alja pedig a palmáris (a mellső végtagon) vagy a plantáris (a hátsó végtagon) felszínnel egyezik meg.
Az alkar oldalait annak csontjairól nevezték el: az orsócsonthoz (radius) közeli struktúrák radiálisak, a singcsonthoz (ulna) közeliek ulnárisak, a mindkét csonthoz köthető struktúrák radioulnárisak. Hasonlóan, a lábszáron a  sípcsonthoz (tibia) közeli struktúrák tibiálisak, a szárkapocshoz (fibula) közeliek pedig fibulárisak (vagy peroneálisak).
A voláris (néha a „palmáris” szinonimájaként) a tenyér vagy a talp („plantáris”) alsó részére utal.
A valgus („kifelé fordított”) és varus („befelé fordított”) kifejezések a végtagok disztális részének a végtaggal bezárt szögét jellemzik egy ízületnél. Például a könyökízületnél anatómiai helyzetben az alkar és a felkar nem esik egy vonalba, hanem az alkar laterálisan kb. 5–10°-os szöget zár be a felkarral: az alkar valgus helyzetben van. Egy ízületnél a bezárt szög jellemezhető normálisként vagy abnormálisként.

## Síkok

Anatómiai síkok az emberi testben

### Általános használat
Az állati anatómiában három alapvető referenciasík használatos. Ezek a referenciasíkok nem konkrét síkok, inkább parametrikus síkoknak tekinthetők, amik tetszőlegesen eltolhatók az adott síkra merőleges egyenes mentén.
- A nyílirányú sík vagy szagittális sík (sagittalis; latin sagitta ’nyíl’) a testet bal (sinister) és jobb oldali (dexter) részekre osztja.
  - A mediánszagittális sík, mediánsík vagy középsík a középvonalban (a test szimmetriatengelyén) van; áthalad tehát minden középvonali anatómiai struktúrán, mint a köldök vagy a gerincoszlop, és minden más szagittális síkkal (összefoglaló nevükön paraszagittális síkok) párhuzamos.
- A koronális vagy frontális sík a testet hátulsó (dorzális) és elülső (ventrális), illetve poszterior és anterior részekre osztja.
- A transzverzális sík vagy horizontális sík másik nevén axiális sík a testet feji (kraniális) és farki (kaudális) részre osztja.

Az embrionális fázison túlhaladva az embernél a koronális sík a vertikálissal, a transzverzális sík pedig a horizontális síkkal egyezik meg. Az emberi embrióknál és a négy lábon járó állatoknál viszont a koronális sík a horizontálissal, a transzverzális sík pedig vertikálissal megegyező.
Anatómiai mozgás leírásakor a fenti síkok határozzák a tengelyt, ami mentén a mozgás történik. Így a transzverzális sík mentén mozogva a mozgás a fejtől a lábujjakig terjed. 
A „szagittális” kifejezés szó szerint azt jelenti, hogy „nyílszerű”, ami a testet természetes módon pontosan ketté, bal és jobb félre osztó gerincoszlop helyzetére utal (ami a „mediánszagittális” pontos jelentése).
Longitudinális síknak bármilyen, a transzverzális síkra merőleges síkot nevezünk. A koronális sík és a szagittális sík is a longitudinális síkok közé tartozik.

### Orvosi anatómia
Néha szükség van a síkok orientációjának megkülönböztetésére, például az orvosi képalkotásban (orvosi ultrahang, komputertomográfia, MRI, PET). Képzeljünk el egy embert standard anatómiai helyzetben, és XYZ derékszögű koordináta-rendszert, melyben az X tengely elölről hátulra mutat, az Y tengely balról jobbra tart, a Z tengely pedig fentről lefelé.
A jobbkézszabály vagy dugóhúzószabály érvényesül.
- A transzverzális, axiális vagy horizontális sík egy a föld síkjával párhuzamos X-Y sík, ami az emberek esetében a superior és inferior irányokat választja el egymástól, vagyis a fejet a lábaktól.
- A koronális vagy frontális sík egy a föld síkjára merőleges Y-Z sík, ami az emberek esetében az anterior és posterior irányokat választja el egymástól, tehát a test elejét a hátuljától, vagyis a ventrálist a dorzálistól.
- A nyílirányú, szagittális vagy medián sík egy a föld síkjára merőleges X-Z sík, ami a test bal és jobb oldalát választja ketté. A mediánszagittális sík az a nyílirányú sík, amely éppen félbevágja a testet.

A tengelyek és a nyílirányú sík megegyezik a két- és négylábúaknál, de a koronális és a transzverzális síkok orientációja ellentétes. Egy adott berendezésen jelölt tengelyek nem minden esetben egyeznek meg a test tengelyeivel, főleg mert a test és az adott berendezés orientációja is eltérő lehet.
Az orvostudományban a hasüregi szervek leírásánál néha használnak egy trans-pyloricus síkot (transz-pilorikus sík), ami a gyomorkapun (pylorus) áthaladó transzverzális sík.

### Anatómiai síkok az állati agyban
Az állatok neuroanatómiájában, különös tekintettel az agykutatásban felhasznált rágcsálók esetében az a szokás, hogy az agy szekcióit az azokkal homológ emberi agyterületekről nevezik el. Így, ami technikailag transzverzális szekció a patkány testéhez képest (az anteriort a posteriortól elválasztó), azt gyakran a patkány neuroanatómiai koordinátáiban koronális szekciónak hívják (a ventrálist a dorzálistól elválasztó). Ez segíti az összehasonlítást az emberi aggyal, ami el van forgatva a test tengelyéhez képest 90 fokkal ventrális irányba. Ez azt jelenti, hogy a patkány agyának leírására használt anatómiai síkok nem szükségszerűen egyeznek meg a test többi részének leírására szolgáló síkokkal.

### Felszíni és egyéb pontok az emberi testen
Az orvosi anatómiában szokás hivatkozni olyan iránypontokra, amik a bőrön vagy az alatt láthatóak. Ahogy a síkoknál láthattuk, ezek a vonalak és pontok képzeletbeliek. Példák:
- A középső hónaljvonal egy a test felszínén, a hónalj (axilla) csúcsát érintő, vertikálisan futó vonal. Párhuzamos vele az elülső és a hátsó hónaljvonal (ezek a hónalj bőrfelületének anterior, illetve posterior részén haladnak át).
- A medioclavicularis vonal egy a test felszínén, a kulcscsont középpontján áthaladó vertikálisan futó vonal.

Ezeken kívül szokás még hivatkozni a gerinc egyes részeire, például a 4. nyakcsigolya szokásos rövidítése C4 (c=cervicales), vagy a bordaközti terekre, például az 5. bordaközti tér rövidítése 5ICS (ics=intercostal space).

## Egyéb
- internus = belső helyzetű, externus = külső helyzetű

### Magyar nyelven
- Összehasonlító anatómiai praktikum I., 18. oldal (szerkesztette: Dr. Zboray Géza, Nemzeti Tankönyvkiadó, 2001. ISBN 9631884511)

### Angol nyelven
- Atkins, B.T., Duval, A., Lewis, H.M.A., and Milne, R.C. (1993) Collins-Robert French-English, English-French Dictionary, 2nd ed. HarperCollins, Glasgow UK and Le Robert, Paris, France. ISBN 0-06-275513-7.
- Barber, K., ed. (1998) The Canadian Oxford English Dictionary. Oxford University Press, Don Mills, ON, Canada. ISBN 0-19-541120-X.
- Campbell, N.A. and Reece, J.B. (2005) Biology, 7th ed. Pearson, San Francisco, CA, USA. ISBN 0-8053-7166-4.
- Hickman, C.P., Jr., Roberts, L.S. and Larson, A. (2003) Animal Diversity, 3rd ed. McGraw-Hill, New York, NY, USA. ISBN 0-07-234903-4.
- Houseman, J. (2003) Digital Zoology, v. 2.0. McGraw-Hill, New York, NY, USA. ISBN 0-07-256481-4.
- Kardong, K. (2005) Vertebrates: Comparative Anatomy, Function, Evolution, 4th ed. McGraw-Hill, New York, NY, USA. ISBN 0-07-290956-0.
- Marieb, E.N. (1995) Human Anatomy and Physiology, 3rd ed. Benjamin/Cummings, Redwood City, CA, USA. ISBN 0-8053-4281-8.
- Miller, S.A. (2002) General Zoology Laboratory Manual, 5th ed. McGraw-Hill, New York, NY, USA. ISBN 0-07-252837-0 (Mix from ISBN 0-07-243559-3).
- Ruppert, E.E., Fox, R.S. and Barnes, R.D. (2004) Invertebrate Zoology: A Functional Evolutionary Approach, 7th ed. Thomson, Belmont, CA, USA. ISBN 0-03-025982-7.
- Tortora, G.J. and Derrickson, B. (2006) Principles of Anatomy and Physiology, 11th ed. Wiley, Hoboken, NJ, USA. ISBN 0-471-68934-3.
- Wischnitzer, S. (1993) Atlas and Dissection Guide for Comparative Anatomy, 5th ed. W.H. Freeman, New York. ISBN 0-71-672374-3.

## Fordítás
- Ez a szócikk részben vagy egészben  az   Anatomical terms of location című angol Wikipédia-szócikk ezen változatának fordításán alapul.  Az eredeti cikk szerkesztőit annak laptörténete sorolja fel. Ez a jelzés csupán a megfogalmazás eredetét és a szerzői jogokat jelzi, nem szolgál a cikkben szereplő információk forrásmegjelöléseként.